# Cauchys integralsats
Cauchys integralsats i komplex analys är ett viktigt verktyg för beräkningar av kurvintegraler i det komplexa talplanet. Satsen fastslår att kurvintegralerna över två kurvor med samma ändpunkter för en funktion som är analytisk innanför kurvorna är desamma.
Integralsatsen för en sluten kurva lyder: låt U ⊂ C och låt f : U → C vara en analytisk funktion definierad på det enkelt sammanhängande området U. Då gäller för kurvan C ⊂ U med samma start- och slutpunkt:
{\displaystyle \oint _{C}f(z)\,dz=0}

## Bevis
Om man antar att partiella derivatorna av en analytisk funktion är kontinuerliga, kan Cauchys integralsats bevisas som en direkt konsekvens av Greens sats tillsammans med att reella och imaginära delarna av {\displaystyle f=u+iv} måste satisfiera Cauchy–Riemanns ekvationer i regionen begränsad av {\displaystyle \gamma }, och vidare i öppna omgivningen U av denna region. Cauchy gav detta bevis, men Goursat gav senare ett bevis som inte krävde vektorkalkyl eller kontinuiteten av partiella derivator.
Vi kan dela integranden {\displaystyle f} och differentialen {\displaystyle dz} i deras reella och imaginära delar:
{\displaystyle \displaystyle f=u+iv}
{\displaystyle \displaystyle dz=dx+i\,dy.}
I detta fall har vi
{\displaystyle \oint _{\gamma }f(z)\,dz=\oint _{\gamma }(u+iv)(dx+i\,dy)=\oint _{\gamma }(u\,dx-v\,dy)+i\oint _{\gamma }(v\,dx+u\,dy).}
Enligt Greens sats kan vi ersätta integralerna runt den slutna konturen {\displaystyle \gamma } med en areaintegral över domänen {\displaystyle D} som omslutes av {\displaystyle \gamma } på följande vis:
{\displaystyle \oint _{\gamma }(u\,dx-v\,dy)=\iint _{D}\left(-{\frac {\partial v}{\partial x}}-{\frac {\partial u}{\partial y}}\right)\,dx\,dy}
{\displaystyle \oint _{\gamma }(v\,dx+u\,dy)=\iint _{D}\left({\frac {\partial u}{\partial x}}-{\frac {\partial v}{\partial y}}\right)\,dx\,dy.}
Men eftersom {\displaystyle u} och {\displaystyle v} är den reella och imaginära delen av en analytisk funktion i domänen {\displaystyle D} måste de satisfiera Cauchy–Riemanns ekvationer i den:
{\displaystyle {\partial u \over \partial x}={\partial v \over \partial y}}
{\displaystyle {\partial u \over \partial y}=-{\partial v \over \partial x}.}
Härmed är båda integrander (och alltså även integralerna) noll:
{\displaystyle \iint _{D}\left(-{\frac {\partial v}{\partial x}}-{\frac {\partial u}{\partial y}}\right)\,dx\,dy=\iint _{D}\left({\frac {\partial u}{\partial y}}-{\frac {\partial u}{\partial y}}\right)\,dx\,dy=0}
{\displaystyle \iint _{D}\left({\frac {\partial u}{\partial x}}-{\frac {\partial v}{\partial y}}\right)\,dx\,dy=\iint _{D}\left({\frac {\partial u}{\partial x}}-{\frac {\partial u}{\partial x}}\right)\,dx\,dy=0.}
Detta ger resultatet
{\displaystyle \oint _{\gamma }f(z)\,dz=0.}